# Cyrtopodium
Cyrtopodium R.Br. in W.T.Aiton, 1813 è un genere di piante della famiglia delle Orchidacee, diffuso in Nord America, America centrale e Sud America. È l'unico genere della sottotribù Cyrtopodiinae.

## Descrizione
Il genere comprende specie erbacee sia terrestri che litofite, più raramente epifite, con fusti dotati di pseudobulbi ovoidi o fusiformi.

## Biologia
La riproduzione di queste specie avviene per impollinazione entomogama ad opera di api euglossine del genere Euglossa.

## Distribuzione e habitat
L'areale del genere si estende dalla Florida, attraverso l'America centrale e i Caraibi, sino al Brasile e all'Argentina.

## Tassonomia
Il genere Cyrtopodium è l'unico genere attualmente riconosciuto della sottotribù Cyrtopodiinae (sottofamiglia Epidendroideae, tribù Cymbidieae). Altri due generi che in passato venivano assegnati a questa sottotribù, Galeandra e Grobya, sono oggi attribuiti, in base ad evidenze genetiche, alla sottotribù Catasetinae.
Il genere Cyrtopodium comprende 48 specie:
- Cyrtopodium aliciae L.Linden & Rolfe, 1892
- Cyrtopodium andersonii (Lamb. ex Andrews) R.Br. in W.T.Aiton, 1813
- Cyrtopodium blanchetii Rchb.f., 1850
- Cyrtopodium braemii L.C.Menezes, 1993
- Cyrtopodium brandonianum Barb.Rodr., 1877
- Cyrtopodium cachimboense L.C.Menezes, 1996
- Cyrtopodium caiapoense L.C.Menezes, 1998
- Cyrtopodium cipoense L.C.Menezes, 1998
- Cyrtopodium confusum L.C.Menezes, 2008
- Cyrtopodium cristatum Lindl., 1841
- Cyrtopodium dusenii Schltr., 1920
- Cyrtopodium eugenii Rchb.f. & Warm. in H.G.Reichenbach, 1881
- Cyrtopodium flavum (Nees) Link & Otto ex Rchb., 1830
- Cyrtopodium fowliei L.C.Menezes, 1995
- Cyrtopodium gigas (Vell.) Hoehne, 1942
- Cyrtopodium glutiniferum Raddi, 1823
- Cyrtopodium gonzalezii L.C.Menezes
- Cyrtopodium graniticum G.A.Romero & Carnevali, 1999
- Cyrtopodium hatschbachii Pabst, 1978
- Cyrtopodium holstii L.C.Menezes, 1993
- Cyrtopodium josephense Barb.Rodr., 1891
- Cyrtopodium kleinii J.A.N.Bat. & Bianch., 2005
- Cyrtopodium lamellaticallosum J.A.N.Bat. & Bianch., 2004
- Cyrtopodium latifolium Bianch. & J.A.N.Bat., 2000
- Cyrtopodium linearifolium J.A.N.Bat. & Bianch., 2001
- Cyrtopodium lissochiloides Hoehne & Schltr., 1921
- Cyrtopodium longibulbosum Dodson & G.A.Romero, 1993
- Cyrtopodium macedoi J.A.N.Bat. & Bianch., 2006
- Cyrtopodium macrobulbum (Lex.) G.A.Romero & Carnevali, 1999
- Cyrtopodium minutum L.C.Menezes, 2004
- Cyrtopodium naiguatae Schltr., 1919
- Cyrtopodium pallidum Rchb.f. & Warm. in H.G.Reichenbach, 1881
- Cyrtopodium palmifrons Rchb.f. & Warm. in H.G.Reichenbach, 1881
- Cyrtopodium paludicola Hoehne, 1912
- Cyrtopodium paniculatum (Ruiz & Pav.) Garay, 1962
- Cyrtopodium parviflorum Lindl., 1843
- Cyrtopodium pflanzii Schltr., 1922
- Cyrtopodium poecilum Rchb.f. & Warm. in H.G.Reichenbach, 1881
- Cyrtopodium punctatum (L.) Lindl., 1833
- Cyrtopodium saintlegerianum Rchb.f., 1885
- Cyrtopodium schargellii G.A.Romero, Aymard & Carnevali, 2005
- Cyrtopodium triste Rchb.f. & Warm. in H.G.Reichenbach, 1881
- Cyrtopodium vernum Rchb.f. & Warm. in H.G.Reichenbach, 1881
- Cyrtopodium vestitum G.A.Romero & Carnevali
- Cyrtopodium virescens Rchb.f. & Warm. in H.G.Reichenbach, 1881
- Cyrtopodium willmorei Knowles & Westc., 1837
- Cyrtopodium witeckii L.C.Menezes, 2009
- Cyrtopodium withneri L.C.Menezes, 1996